# Emmelia conifrons
Emmelia conifrons is een vlinder van de familie van de uilen (Noctuidae). De wetenschappelijke naam van deze soort is voor het eerst voorgesteld als Acontia conifrons door Per Olof Christopher Aurivillius in een publicatie uit 1879.
De soort komt voor in tropisch Afrika waaronder Kaapverdië, Tanzania, Namibië, Botswana, Zimbabwe, Zuid-Afrika, Eswatini en Madagaskar.